# Newport Folk Festival

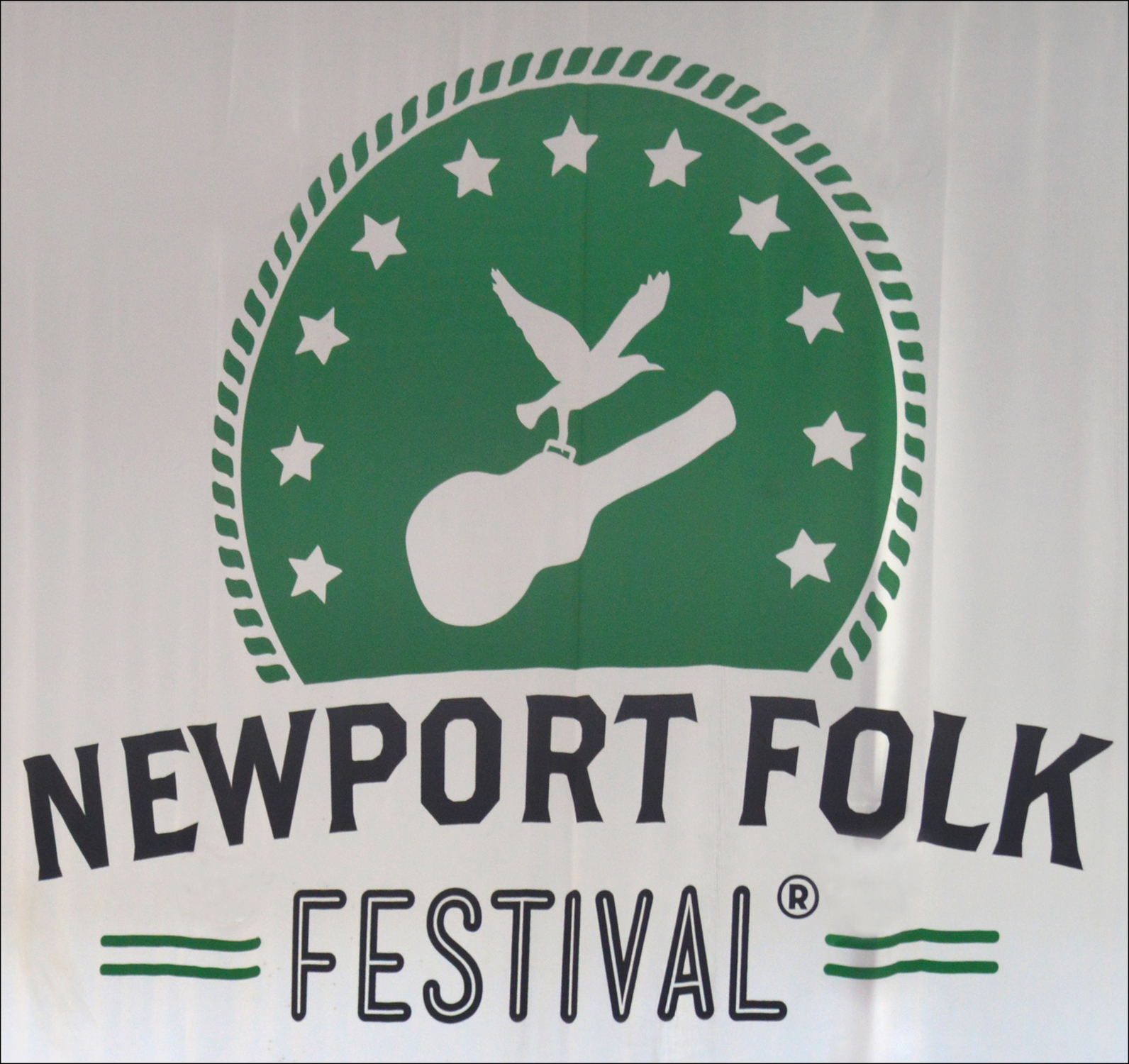
Newport Folk Festivals logo.

Het Newport Folk Festival is een jaarlijks terugkerend folkmuziekfestival, dat in 1959 voor de eerste keer plaatsvond in Newport in Rhode Island in de Verenigde Staten.

## Geschiedenis
Het festival werd opgericht door Joyce en George Wein, die al in 1954 het Newport Jazz Festival in het leven hadden geroepen en Albert Grossman, de latere manager van Bob Dylan. Na een tweejarige onderbreking (1960/1961) werd het met steun van Pete Seeger en Theodore Bikel vervolgd.
Talrijke belangrijke blues- en folkmuzikanten hebben opgetreden tijdens het Newport Folk Festival, waaronder John Lee Hooker, Muddy Waters, Howlin' Wolf en Lightnin' Hopkins. Veel andere bekende artiesten hadden hun eerste grote optreden in Newport, waaronder Joan Baez (1959), Bob Dylan, Buffy Sainte-Marie, Phil Ochs (1963), Donovan (1965), Arlo Guthrie, Leonard Cohen (1967), Pentangle (1968) en James Taylor (1969).
Op 25 juli 1965 werd Bob Dylan in Newport uitgejoeld en als verrader uitgescholden, toen hij optrad met de Paul Butterfield Blues Band en de e-gitaar ging bespelen. Zijn optreden beëindigde hij na amper 15 minuten. Dylan kwam pas in 2002 naar Newport terug.
Nadat de folkrock eind jaren 1960 aan betekenis verloor in de internationale muziekbusiness, raakte het festival in de problemen en werd het vanaf 1971 niet meer georganiseerd. Pas in 1985 werd het weer in ere hersteld en is tot vandaag een van de hoofdevenementen van de folkmuziek in de Verenigde Staten, samen met het Philadelphia Folk Festival, dat sinds 1960 ononderbroken ieder jaar plaatsvindt.